# Wereldkampioenschap rally in 1988
Het Wereldkampioenschap rally in 1988 was de zestiende jaargang van het Wereldkampioenschap rally (internationaal het World Rally Championship), georganiseerd door de Fédération Internationale de l'Automobile (FIA).